# Bulwar Billa Clintona w Prisztinie
Bulwar Billa Clintona w Prisztinie – dwujezdniowa ulica zlokalizowana w centrum stolicy Kosowa Prisztinie. 
Po zakończeniu w 1999 wojny domowej mieszkający w Kosowie Albańczycy chcieli podziękować ówczesnemu prezydentowi USA Billowi Clintonowi za pomoc w walce z Federalną Republiką Jugosławii. Aby uhonorować amerykańskiego prezydenta jedna z głównych ulic Prisztiny została nazwana jego imieniem, a  1 listopada 2009 Clinton odsłonił postanowiony przy niej wysoki na 7,5 metra swój własny pomnik. Przez wielu Kosowskich Albańczyków Bill Clinton uważany jest za ojca Kosowa.
Inna z głównych ulic miasta nosi imię innego prezydenta Stanów Zjednoczonych Georga W. Busha.  